# 長崎みどり
長崎 みどり（ながさき みどり、1969年1月28日 - ）は、日本の元AV女優。

## 略歴
1988年5月に『淫流』でAVデビュー。
斉藤唯・東清美・前原祐子と共にアテナ映像の2代目セクシーメイツとしても活躍したが、セクシーメイツの活動終了と同時に引退。

## 出演作品

### アダルトビデオ
- 淫流　（1988年5月19日、ビップ）　※「長崎緑」名義
- 口唇行為　（1988年6月4日、KUKI）　※「長崎緑」名義
- 獣人　（1988年6月23日、サム）
- しびれてDREAM　（1988年7月10日、現映社）
- 一生懸命　（1988年7月20日、ピラミッドビデオ）
- 色狂い みどりの下半身事情　（1988年7月21日、アニー）
- セクシーメイツVol.5 アイドル危機一髪　（1988年7月25日、アテナ映像）…共演:斉藤唯、東清美、前原祐子
- すごいのかけて! （1988年8月1日、ジューシー・プロデュース）
- 罪桃語　（1988年8月15日、ロコビジョン）
- MAGAZINE VIDEO 姫子6　（1988年8月20日、宇宙企画）…オムニバス作品　他出演:日向まこ、芳本愛子
- おしゃぶりグランプリ 咥え上手な女たち8　（1988年9月7日、アニー）
- セクシーメイツVol.6　射Sayハリケーン（1988年9月25日、アテナ映像）…共演:斉藤唯、東清美、前原祐子
- 性獣機　（1988年10月1日、ロコビジョン）…共演：二谷理恵
- オシャブリ・スペシャル 7人のディープスロート　（1988年10月10日、現映社）…オムニバス作品　他出演:中沢慶子、岬まどか、藤田容子、渡辺由美、沢口久美、高橋めぐみ
- すごいのかけて!　卒業シャワー5　（1988年10月25日、ジューシー・プロデュース）…オムニバス作品　他出演:村上麗奈、浅井むつみ、相本よしみ
- セクシーメイツVol.7 微・少女クライマックス　（1988年11月25日、アテナ映像） …共演:斉藤唯、東清美、前原祐子
- セクシーメイツVol.8 燃え立ちフィナーレ　（1989年1月24日、アテナ映像）…共演:斉藤唯、東清美、前原祐子
- セクシーメイツ ファイナル!（1989年9月21日、アテナ映像）…共演:斉藤唯、東清美、前原祐子

　他 